# 三戈戟
三戈戟，為一種矛、戈分鑄聯裝戟，始出現於中國戰國時期南方的吳、越、楚地區。由三戈一矛安裝在同一柄上，也有二戈一矛戟。溯北隨縣曾侯乙墓中曾出土。
與春秋時期單戈戟的區別，除了由單戈變為雙戈、三戈外，戈身更加細雨尖銳，而且只有最上端的戈有內，其它戈無內。